# Promenada (album)
Promenada – trzeci solowy album Władysława Komendarka. Tym razem są to syntezatorowe transkrypcje przebojów muzyki poważnej. LP wydany został w 1989 r. przez Polskie Nagrania „Muza” (SX-2626).
Instrumentarium: 
- Syntezatory: Casio CZ-5000 Cosmo, Casio FZ-1 sampler, Yamaha RX-11,Yamaha SPX-90,

Roland SH-101, Roland SH-2000, Roland system 100, Boss DE-200 digital delay;
- Synchronizatory: komputerowy Midi FSK, audio triger

## Lista utworów
Strona A
| 1. | "Toccata i fuga" (J.S. Bach)            | 6:22  |
|    |                                         |       |
| 2. | "Mazurek Op. 68 nr 3" (F. Chopin)       | 2:52  |
|    |                                         |       |
| 3. | "Lot trzmiela" (N. Rimski-Korsakow)     | 2:46  |
|    |                                         |       |
| 4. | "Na perskim rynku" (Albert W. Ketelbey) | 5:36  |
|    |                                         |       |
|    |                                         | 17:36 |
|    |                                         |       |
Strona B
| 1. | "II Rapsodia węgierska" (F. Liszt)             | 7:07  |
|    |                                                |       |
| 2. | "Obrazki z wystawy – Promenada" (M. Musorgski) | 3:10  |
|    |                                                |       |
| 3. | "Marsz turecki" (W.A. Mozart)                  | 3:28  |
|    |                                                |       |
| 4. | "Czardasz" (Vittorio Monti)                    | 3:44  |
|    |                                                |       |
|    |                                                | 17:29 |
|    |                                                |       |

## Informacje uzupełniające
- Realizacja dźwięku - Andrzej Lupa, Andrzej Sasin
- Projekt graficzny - Aleksander Januszewski
- Czas łączny nagrań - 35:05